# اودوپی
اودوپی (به انگلیسی: Udupi) یک شهر در هند است که در کارناتاکا واقع شده‌است. اودوپی ۶۸٫۲۳ کیلومتر مربع مساحت و ۱۶۵٬۴۰۱ نفر جمعیت دارد و ۳۹ متر بالاتر از سطح دریا واقع شده‌است.

## نگارخانه

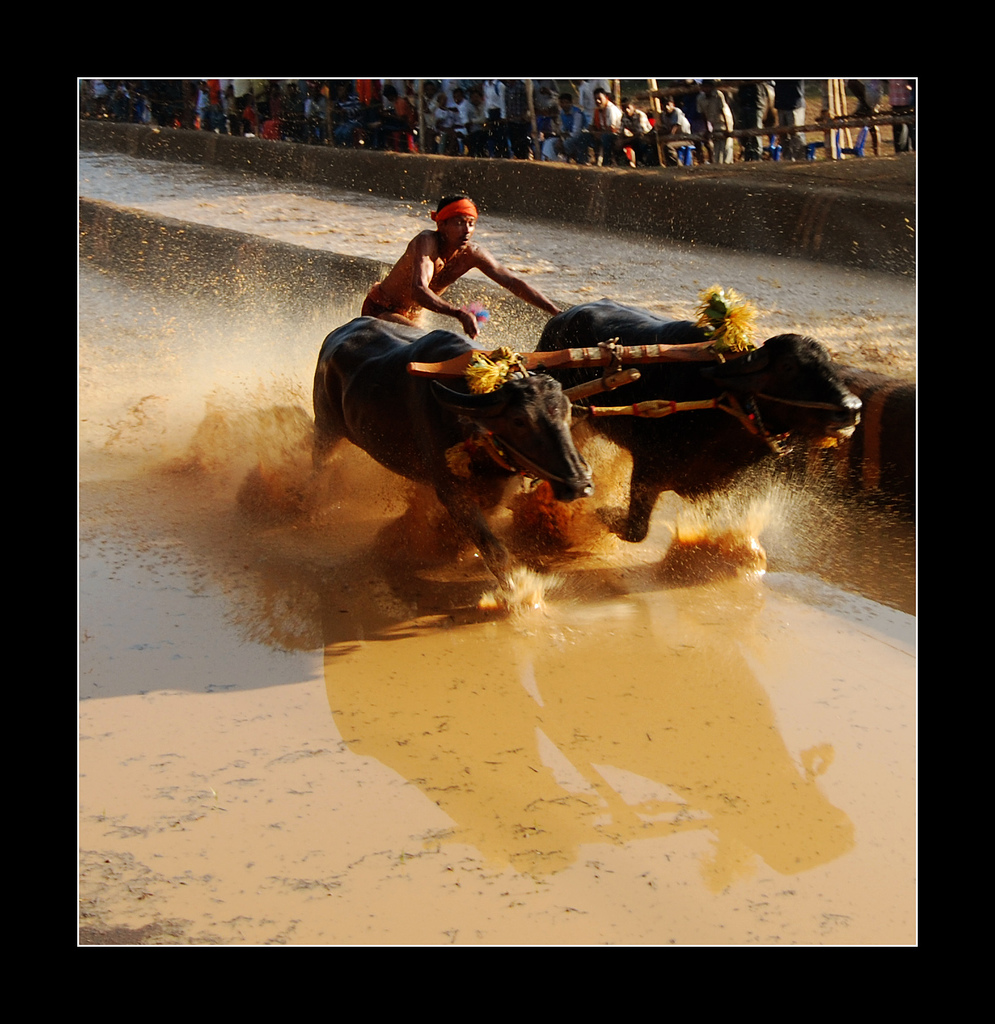